# 布部陽功
布部 陽功（ぬのべ たかのり、1973年9月23日 - ）は、大阪府高槻市出身の元サッカー選手、サッカー指導者。

## 来歴
1989年北陽高校サッカー部に入部。1年生から3年生までレギュラーとして全国大会に5回出場した。卒業後、1992年近畿大学サッカー部に入部。翌年の1993年大学2年時にプロになることを決意し、単身ブラジルに留学を決める。
1994年ブラジルのアマチュアチームに所属し、大会で優勝。来日し日本のチームと対戦した際に、ヴェルディのコーチに声をかけられ練習生としてチームに参加。当時ヴェルディ川崎の監督であったネルシーニョに発掘される。1995年全盛期のヴェルディ川崎に逆輸入選手として入団。シンデレラボーイと報道された。同年ゼロックススーパーカップでデビューし、同点ゴールを奪いプロ初ゴールを決める。
1997年シーズン途中でジュビロ磐田にレンタル移籍。主にFW、右SBで出場した。
1998年にヴィッセル神戸に完全移籍。FW、MF、DFとオールラウンドプレーヤーとして出場。
2001年セレッソ大阪に完全移籍。主にボランチとして出場する。キャプテンであった森島寛晃と共に、選手の代表として選手会長を務める。
2006年アビスパ福岡に完全移籍。翌年の2007年からキャプテンとして2年間チームを牽引した。2009年指導者の道を選びアンバサダー兼コーチとして、アビスパ福岡に残りS級ライセンスを取得。同年8月、レイソルカップでアビスパ福岡U-14を引率した際、当時柏レイソルの監督であったネルシーニョと再会。
翌年の2010年1月からネルシーニョのコーチとして柏レイソルに移る。2010年J2リーグ優勝、1年でJ１リーグに復帰。2011年Jリーグ初となるJ1昇格1年目でのJ1初優勝。2012年天皇杯優勝。2013年ナビスコカップ優勝。5年間ネルシーニョのコーチとしてチームに貢献した。
2015年新監督の吉田達磨のヘッドコーチとしてチームに残る。2016年1月柏レイソルU-18監督に就任するがトップチームの成績低迷により、3月からトップチームに復帰、当時指揮していた下平隆宏の下でヘッドコーチを務める。
2017年大学時代の同級生であり京都サンガのスカウトであった小島卓に誘われ、京都サンガの監督に就任。1年目は12位に終わり、2年目もなかなか成績が伸びず、この年の5月に退任した。
2018年6月から柏レイソルU-18コーチを務め、同年11月よりゼネラルマネジャーに就任した。しかしこの年はチームは低迷し、J2に降格してしまう。
そして2019年シーズン、師と仰ぐネルシーニョを再度監督に招いてJ2優勝。1年でJ1復帰を達成する。

## 所属クラブ
ユース経歴
- 西大冠フットボールクラブ
- 高槻市立城南中学校
- 北陽高校（現：関西大学北陽高校）
- 近畿大学（2年次中退）[1]

プロ経歴
- 1994年  ヒョーゴFC[1]
- 1995年 - 1997年  ヴェルディ川崎[1]
- 1997年  ジュビロ磐田[1]
- 1998年 - 2001年10月  ヴィッセル神戸[6]
- 2001年10月 - 2005年  セレッソ大阪[6]
- 2006年 - 2008年  アビスパ福岡[1]

## 個人成績
| 国内大会個人成績 | 国内大会個人成績 | 国内大会個人成績 | 国内大会個人成績 | 国内大会個人成績             | 国内大会個人成績 | 国内大会個人成績 | 国内大会個人成績 | 国内大会個人成績 | 国内大会個人成績 | 国内大会個人成績 | 国内大会個人成績 |
| 年度             | クラブ           | 背番号           | リーグ           | リーグ戦                     | リーグ戦         | リーグ杯         | リーグ杯         | オープン杯       | オープン杯       | 期間通算         | 期間通算         |
| 年度             | クラブ           | 背番号           | リーグ           | 出場                         | 得点             | 出場             | 得点             | 出場             | 得点             | 出場             | 得点             |
| ブラジル         | ブラジル         | ブラジル         | ブラジル         | リーグ戦                     | リーグ戦         | ブラジル杯       | ブラジル杯       | オープン杯       | オープン杯       | 期間通算         | 期間通算         |
| ---------------- | ---------------- | ---------------- | ---------------- | ---------------------------- | ---------------- | ---------------- | ---------------- | ---------------- | ---------------- | ---------------- | ---------------- |
| 1994             | ヒョーゴ         |                  |                  |                              |                  |                  |                  |                  |                  |                  |                  |
| 日本             | 日本             | 日本             | 日本             | リーグ戦                     | リーグ戦         | リーグ杯         | リーグ杯         | 天皇杯           | 天皇杯           | 期間通算         | 期間通算         |
| 1995             | V川崎            | -                | J                | 3                            | 0                | -                | -                | 0                | 0                | 3                | 0                |
| 1996             | V川崎            | -                | J                | 8                            | 0                | 11               | 5                | 2                | 0                | 21               | 5                |
| 1997             | V川崎            | 24               | J                | 0                            | 0                | 0                | 0                | -                | -                | 0                | 0                |
| 1997             | 磐田             | 33               | J                | 11                           | 2                | 4                | 0                | 2                | 0                | 17               | 2                |
| 1998             | 神戸             | 8                | J                | 31                           | 2                | 4                | 0                | 2                | 1                | 37               | 3                |
| 1999             | 神戸             | 8                | J1               | 29                           | 2                | 2                | 1                | 1                | 0                | 32               | 3                |
| 2000             | 神戸             | 8                | J1               | 30                           | 6                | 4                | 2                | 4                | 0                | 38               | 8                |
| 2001             | 神戸             | 8                | J1               | 15                           | 1                | 4                | 2                | -                | -                | 19               | 3                |
| 2001             | C大阪            | 18               | J1               | 7                            | 0                | -                | -                | 1                | 0                | 8                | 0                |
| 2002             | C大阪            | 18               | J2               | 34                           | 0                | -                | -                | 4                | 0                | 38               | 0                |
| 2003             | C大阪            | 4                | J1               | 26                           | 3                | 4                | 1                | 5                | 0                | 35               | 4                |
| 2004             | C大阪            | 4                | J1               | 28                           | 0                | 5                | 0                | 1                | 0                | 34               | 0                |
| 2005             | C大阪            | 4                | J1               | 24                           | 1                | 7                | 0                | 2                | 0                | 33               | 1                |
| 2006             | 福岡             | 6                | J1               | 22                           | 3                | 4                | 0                | 0                | 0                | 26               | 3                |
| 2007             | 福岡             | 6                | J2               | 44                           | 7                | -                | -                | 2                | 0                | 46               | 7                |
| 2008             | 福岡             | 6                | J2               | 32                           | 1                | -                | -                | 1                | 0                | 33               | 1                |
| 通算             | ブラジル         | ブラジル         |                  | \|\|\|\|\|\|\|\|\|\|\|\|\|\| |                  |                  |                  |                  |                  |                  |                  |
| 通算             | 日本             | 日本             | J1               | 234                          | 20               | 49               | 11               | 20               | 1                | 303              | 32               |
| 通算             | 日本             | 日本             | J2               | 110                          | 8                | -                | -                | 7                | 0                | 117              | 8                |
| 総通算           | 総通算           | 総通算           | 総通算           | \|\|\|\|\|\|\|\|\|\|\|\|\|\| |                  |                  |                  |                  |                  |                  |                  |

その他の公式戦
- 1995年
  - サンワバンクカップ 1試合0得点
  - スーパーカップ 1試合1得点
- 1997年
  - Jリーグチャンピオンシップ 1試合0得点
- 1998年
  - J1参入決定戦 2試合0得点
- 2006年
  - J1・J2入れ替え戦 2試合1得点

出場歴
- Jリーグ初出場 - 1995年3月22日 J Suntory 第2節 対横浜マリノス戦（三ツ沢）
- Jリーグ初得点 - 1997年9月26日 J1 2nd 第10節 対柏レイソル戦（磐田）

## 主な戦績
＜選手＞
- 1995年
  - ニコスシリーズ優勝（セカンドシリーズ） ヴェルディ川崎
- 1996年
  - 天皇杯優勝 ヴェルディ川崎
- 1997年
  - J1優勝 ジュビロ磐田
- 1998年
  - J1残留入替え戦にてJ1残留 ヴィッセル神戸
- 2001年
  - 天皇杯準優勝 セレッソ大阪
- 2003年
  - 天皇杯準優勝 セレッソ大阪
- 2005年
  - 長居の悲劇：最終節までもつれた優勝の行方。セレッソ大阪はFC東京と激戦の末の引き分けてガンバ大阪が大逆転の優勝を決めた。布部本人が『生涯忘れられない試合』と今も語る。

＜コーチ＞
- 2010年
  - J2優勝（J1昇格） 柏レイソル
- 2011年
  - J1優勝 柏レイソル
- 2012年
  - 天皇杯優勝 柏レイソル
- 2013年
  - ナビスコカップ優勝 柏レイソル

## 指導歴
- 2009年 アビスパ福岡 アンバサダー兼コーチ[1]
- 2010年 - 2016年 柏レイソル
  - 2010年 - 2014年 トップチーム コーチ[1]
  - 2015年 トップチーム ヘッドコーチ[1]
  - 2016年1月 - 同年3月 U-18 監督[1]
  - 2016年3月 - 同年12月 トップチーム ヘッドコーチ[1]
- 2017年 - 2018年5月 京都サンガF.C. 監督[1]
- 2018年 - 柏レイソル
  - 2018年6-10月 U-18コーチ[3]
  - 2018年11月 強化チーム スタッフ[3]
  - 2018年11月 - ゼネラルマネージャー [3]

## 監督成績
| 年度 | 所属 | クラブ | リーグ戦 | リーグ戦 | リーグ戦 | リーグ戦 | リーグ戦 | リーグ戦 | カップ戦  | カップ戦  |
| 年度 | 所属 | クラブ | 順位     | 試合     | 勝点     | 勝       | 分       | 敗       | Jリーグ杯 | 天皇杯    |
| ---- | ---- | ------ | -------- | -------- | -------- | -------- | -------- | -------- | --------- | --------- |
| 2017 | J2   | 京都   | 12位     | 42       | 57       | 14       | 15       | 13       | -         | 2回戦敗退 |
| 2018 | J2   | 京都   | -        | 12       | 9        | 2        | 3        | 7        | -         | -         |

- 2018年は休養するまでの第12節終了時点の成績。